# كايتس (فلم)
كايتس (بالإنجليزية: Kites) وتعني باللغة العربية طائرات ورقية هو فيلم رومانسي حركة وإثارة. من إخراج أنوراغ باسو، كتب القصة وأنتجها راكيش روشان، ومثله هريثيك روشان، باربرا موري، كانغانا رانوت وكبير بيدي صدر الفيلم في المكسيك وفي أمريكا الشمالية في 21 مايو 2010. تم افتتاحه في 208 مسرح في أمريكا الشمالية مما جعله أكبر فيلم من هوليوود تم إصداره حتى الآن. كما كان أول فيلم هوليوود يصل إلى العشرة الأوائل للإيرادات في عطلة نهاية الأسبوع، على الرغم من ذلك إلا أن اسمي خان كان الأكبر في نهاية الأسبوع الأول في أمريكا الشمالية. اشترت شركة ريلاينس إنتيرتينمنت حقوق التوزيع في جميع أنحاء العالم لفبلم بميزانية بلغت 150 كرور ₹ (23 مليون دولار أمريكي)، وهو مبلغ قياسي. على الرغم من افتتاحه القوي، لم يجمع الفيلم سوى 48.56 كرور روبية هندية (8٫1 مليون دولار أمريكي) صافي بعد خسارة حرجة. تم بث الفيلم في أسبوع من إطلاقه على الشاشة الصغيرة.

## القصة
في إطارٍ رومانسي بحت تنشأ علاقة حبٍ بين فتاةٍ مكسيكيةٍ وشابٍ هندي، يقيمان بأمريكا وبالرغم من أن ثقافتهما مختلفة وكذلك لغتهما، إلا أن الحب يشعل النار بقلبهما، ونظرًا لأن الفقر هو القاسم الوحيد بينهما يقرران الزواج من أثرياء أملاً في حياةٍ كريمةٍ، فـ(ليندا) تتزوج بشخص ثري و(جاي) يقرر الزواج من المهاجرات بهدف حصولهن على البطاقة الخضراء الأمريكية، لكنهما يكتشفان أن المال لم يصنع لهما السعادة الحقيقية التي كانا يطمحان إليها، لذلك يقرران الهرب لكن خطيب ليندا يظل يلاحقهما من أجل الانتقام منها والتفريق بينها وبين من تحب كما يفرق الهواء بين طائرتين ورقيتن تشابكا.

## بطولة
طاقم التمثيل:
- هريثيك روشان بدور (جاي سينغانيا)
- باربرا موري بدور (ناتاشا / ليندا)
- كانغانا رانوت بدور (جينا)
- كبير بيدي بدور (بوب غروفر)
- نيكولاس براون بدور (توني غروفر)
- أناند تيواري بدور (روبن)
- يوري سوري بدور (جمال)
- مادري باتيا بدور (أمي جينا)
- ستيفن مايكل كيسادا بدور الشرطي
- رونالد روبرت هاميلتون بدور (رايليارد عامل)
- كام تيلا بدور المراسل صحفي
- إيفان بروتسش بدور دورية الحدود
- لوسي رينز بدور (هونتي هنتر)

## الإنتاج

### التمثيل
في وقت سابق عرض على الممثلة سونام كابور بطولة الفيلم، لكنها رفضت السيناريو بسبب المشاهد الجريئة المفرطة في الفيلم. في وقت لاحق كانت ديبيكا بادوكون ستقدم بطولة الفيلم مع النجم هريثيك روشان، ولكنها رفضت أيضا التمثيل لنفس الأسباب. في نهاية المطاف وافقت باربرا موري لتمثيل الدور بعد الكثير من المفاوضات والتغييرات في النص.

### ميزانية الفيلم
تم بيع حقوق التوزيع في جميع أنحاء العالم للفيلم بمبلغ 1.5 مليار روبية هندية (25 مليون دولار أمريكي) وتم توزيعها من قبل صور ريلاينس الكبيرة في عام 2010 (باستثناء مومباي). اشترت مجموعة تلفزيون سوني حقوق الأقمار الصناعية، في حين أن حقوق الموسيقى اشترتها تي-سيريز / بيج ميوزك.

## الإصدار
كان كايتس على 3000 شاشة عرض في الهند، وتم عرضه 30 بلدا و 500 شاشة عرض على الصعيد العالمي. تم عرضه على 208 شاشات في أمريكا الشمالية، مما جعله أكبر إصدار بوليوود في أمريكا ذلك الوقت.

### ترويج الفيلم
وللمساعدة في الترويج للفيلم تم إصدار «مقاطع فيديو موسيقية» مصغرة على الإنترنت، لكل أغنية دقيقة واحدة تقريبا، وتضم أغنية من الموسيقى التصويرية مع إظهار ماركة الملابس بروفوجو، التي تميز بها هريثيك روشان كعلامتها التجارية في الفيلم، وتم وضع صور للفيلم في جزر المالديف، تضم هريثيك روشان وباربرا موري.

### إصدارات دولية
تم إصدار النسخة الهندية من كايتس في 21 مايو 2010 في الهند، وتم إصدار النسخة الدولية بعد أسبوع واحد، في 28 مايو 2010. وكان من المقرر أن يطلق الفيلم في أكثر من 60 بلدا.
تم إصدار كايتس في نسخة دولية ثانية باللغة الإنجليزية بعنوان كايتس: ريميكس، «مقدم من قبل» بريت راتنر، وقرائة من قبل مارك هيلفريش، مع موسيقى جديدة من قبل غرايم ريفيل باستخدام تقنيات ريميكس وضعت في سلسلة الكونغ فو.

## وصلات خارجية
- الموقع الرسمي
- كايتس في قاعدة بيانات الأفلام العربية
- مقالات تستعمل روابط فنية بلا صلة مع ويكي بيانات